# Водійське посвідчення Шрі-Ланки
Водійське посвідчення на Шрі-Ланці є офіційним документом для водіння наземним транспортним засобом загального призначення та видається Департамент автомобільного транспорту (DMT). Для отримання такого посвідчення потрібно мати не менше 18 років, медичну довідку та пройти теоретичний і практичний тест. З 2012 року почали видаватися нові посвідчення смарт-картки. Станом на 2014 рік було видано 500 368 посвідчень.

## Категорії транспортних засобів
| Категорія | Опис |  |
| --------- | --- |  |
| A1        | Легкі мотоцикли потужність до 100CC. |  |
| A         | Мотоцикли потужністю понад 100CC. |  |
| B1        | Триколісні мотоцикли чи фургон масса яких не перевищує 500 кг, а загальна масса не перевищує 1 000 кг. Дана категорія також включає транспорт для інвалідів. |  |
| B         | Двоцільові транспортні засіби масса яких не перевищує 3 500 кг, а кількість місць — 9, включаючи місце для водія. Також дозволено приєднувати прицеп чи трейлер масса якого не перевищує 750 кг. Дана категорія також включає транспорт для інвалідів та весь легковий транспорт з кількість місць до дев'яти, включаючи місце для водія. |  |
| C1        | Вантажні автомобілі масса яких понад 3 500 кг, але не перевищує 17 000 кг. Також дозволено приєднувати прицеп чи трейлер масса якого не перевищує 750 кг. Дана категорія також включає автомобілі швидкої допомоги та катафалки. |  |
| C         | Вантажні автомобілі масса яких перевищує 1 700 кг. Також дозволено приєднувати прицеп чи трейлер масса якого не перевищує 750 кг. |  |
| CE        | Вантажні автомобілі загальна масса яких перевищує 3 500 кг. Також дозволено приєднувати прицеп чи трейлер масса якого понад 750 кг. |  |
| D1        | Легкові автомобілі з кількістю місця від 9 до 33, включаючи місце для водія. Також дозволено приєднувати прицеп чи трейлер масса якого не перевищує 750 кг. |  |
| D         | Автобуси з кількістю місць не більше 33, включаючи місце для водія. Також дозволено приєднувати прицеп чи трейлер масса якого не перевищує 750 кг. |  |
| DE        | Автобуси з 33-ма місцями, включаючи місце для водія. Також дозволено приєднувати прицеп чи трейлер масса якого понад 750 кг чи ще один автобус. |  |
| G1        | Мотоблоки з прицепом. |  |
| G         | Сільськогосподарський транспорт із прицепом чи без нього. |  |
| J         | Спеціальний транспорт, що використовується на будівництві, для розвантаження чи навантаження, виключаючи вантажний транспорт із великим навантаженням, оснащених спеціальним обладнанням для навантаження чи розвантаження, чи іншим обладнанням призначеним для будівництва.                                                             |  |